# Висоцька Вікторія Анатоліївна
 Висоцька Вікторія Анатоліївна — доктор технічних наук, доцент кафедри інформаційних систем та мереж,  Інституту комп’ютерних наук та інформаційних технологій, Національного університету «Львівська політехніка».

## Загальна інформація
Освіта
1. Національний університет «Львівська політехніка», 2001р.,«Системи штучного інтелекту», магістр з комп’ютерних наук
2. Національний університет «Львівська політехніка», 2003 — 2007 рр., навчання в аспірантурі за спеціальністю 01.05.02 «Математичне та програмне забезпечення»
3. ТзОВ «Комплекс» (м.Львів) з 29.03.2010 — 30.04.2010 р., підвищення кваліфікації
4. Національний університет «Львівська політехніка», 2015 р., 05.13.06 – інформаційні технології, кандидат технічних наук, тема дисертації «Методи та засоби опрацювання інформаційних ресурсів в системах електронної контент-комерції»
5. Національний університет «Львівська політехніка», 2017 р. присвоєно вчене звання доцента кафедра інформаційних систем та мереж
6. National Louis University (Nowy Sącz, Poland), червень 2017 р., підвищення кваліфікації
7. IT Step University (м. Львів), 2017 — 2021 рр., підвищення кваліфікації, викладання та наукове дослідження
8. West Finland College (Huittinen, Finland), листопад 2018 р., підвищення кваліфікації
9. Wyższe Seminarium Duchowne Stowarzyszenia Apostolstwa Katolickiego (Warszawa, Poland), жовтень 2020 р., підвищення кваліфікації
10. Національний університет «Львівська політехніка», 2020 — 2022 рр., навчання в докторантурі за спеціальністю 124 «Системний аналіз»
11. Osnabrück University (Osnabrück, Niedersachsen, Germany), 2022-2023 рр., Postdoctoral Researcher (Institute of Computer Science) та Deutsch als Fremdsprache (Sprachenzentrum)
12. Національний університет «Львівська політехніка», 2023 р., 10.02.21 - структурна, прикладна і математична лінгвістика, доктор технічних наук, тема дисертації «Аналіз та синтез комп'ютерних лінгвістичних систем опрацювання україномовного текстового контенту»

Професійна діяльність
З 2002 року працює на наукових та викладацьких посадах, Національний університет «Львівська політехніка»
З грудня 2014 року заступник завідувача кафедра інформаційних систем та мереж з наукової роботи

## Педагогічна діяльність
Курси, які викладає:
- Комп'ютерна лінгвістика;
- Дискретна математика;
- Методи обчислень та візуалізація даних;
- Методи опрацювання природної мови;
- Алгоритмізація та програмування.

## Наукові інтереси
Сфера наукових інтересів: комп'ютерна лінгвістика, NLP, machine learning, ідентифікація дезінформації/фейків/пропаганди, виявлення джерел дезінформації та неавтентичної поведінки (ботів) скоординованих груп на основі штучного інтелекту, Big Data аналіз, системний аналіз, інформаційні технології, кібербезпека, розроблення інтелектуальних систем підтримки прийняття рішень, методи та засоби опрацювання інформаційних ресурсів в системах електронної контент-комерції

## Вибрані публікації
Автор понад 500 наукових та науково-методичних публікацій, зокрема співавтор 10 монографій та 9 навчальних посібників.
Профілі: SCOPUS, Web of Science, Google Scholar, DBLP, ORCID, ResearchGate, LinkedIn, FaceBook.
1. Берко А.Ю., Буров Є.В., Висоцька В.А. Інформаційні технології бізнес-аналітики: монографія – Львів: Видавництво «Новий Світ – 2000», 2022. – 520 с.
2. Methods based on ontologies for information resources processing: monograph / V. Lytvyn, V. Vysotska, L. Chyrun, D. Dosyn. Saarbrücken: LAP Lambert Academic Publishing, 2016. 324 p.
3. Литвин В.В., Висоцька В.А., Досин Д.Г. Методи та засоби опрацювання інформаційних ресурсів на основі онтологій: монографія. Львів: Піраміда, 2016. 404 с.
4. Висоцька В. А. Технології електронної комерції та Інтернет-маркетингу: монографія. Saarbrücken: LAP Lambert Academic Publishing, 2018. 285 c.
5. Vysotska V., Lytvyn V. Web resources processing based on ontologies: monograph. Saarbrücken: LAP Lambert Academic Publishing, 2018. 232 p.
6. Vysotska V., Shakhovska N. Information technologies of gamification for training and recruitment: monograph. Saarbrücken: LAP Lambert Academic Publishing, 2018. 248 p.
7. Vysotska V. Internet systems design and development based on Web Mining and NLP: monograph. Saarbrücken: LAP Lambert Academic Publishing, 2018. 316 p.
8. Vysotska V. Computer linguistics for online marketing in information technology: monograph. Saarbrücken: LAP Lambert Academic Publishing, 2018. 396 p.
9. Методи та засоби функціонування систем підтримки прийняття рішень на основі онтологій: монографія / В.А. Висоцька, Д.Г. Досин, Х.І. Микіч, І.І. Завущак, З.Л. Рибчак. Львів: Новий світ – 2000, 2019. 334 с.
10. Peleshchak R., Peleshchak I., Vysotska V. Methods for recognizing multispectral images based on neural networks: monograph. Beau Bassin: LAP Lambert Academic Publishing, 2020. 153 c.
11. Берко А.Ю., Висоцька В.А., Пасічник В.В. Системи електронної контент-комерції : монографія / Національний ун-т Львівська політехніка. — Л. : вид-во Львівська політехніка, 2009. — 612с. : рис. — Бібліогр.: с.593-608. — ISBN 978-966-553-797-7.
12. Lytvyn V., Pukach P., Vysotska V., Vovk M., Kholodna N. Identification and correction of grammatical errors in Ukrainian texts based on machine learning technology. Mathematics. 2023. Vol. 11. 904. ISSN 2227-7390. (квартиль Q2 відповідно до SCImago Journal).
13. Kravets P., Lytvyn V., Vysotska V., Markiv O., Kowalska-styczen A. The game problem of assigning staff to project implementation // Decision Making: Applications in Management and Engineering. – 2023. – Vol. 6, No. 2. – P. 691–721. (квартиль Q1 відповідно до SCImago Journal).
14. Prokipchuk O., Vysotska V., Pukach P., Lytvyn V., Uhryn D., Ushenko Y., Zhengbing Hu. Intelligent Analysis of Ukrainian-language Tweets for Public Opinion Research based on NLP Methods and Machine Learning Technology. International Journal of Modern Education and Computer Science(IJMECS), Vol.15, No.3, pp. 70–93, 2023. DOI:10.5815/ijmecs.2023.03.06. (квартиль Q2 відповідно до SCImago Journal).
15. Mediakov O., Vysotska V., Uhryn D., Ushenko Y., Cennuo Hu. Information Technology for Generating Lyrics for Song Extensions Based on Transformers. International Journal of Modern Education and Computer Science(IJMECS), Vol.16, No.1, pp. 23–36, 2024. DOI:10.5815/ijmecs.2024.01.03. (квартиль Q2 відповідно до SCImago Journal).
16. Bisikalo O., Danylchuk O., Kovtun V., Kovtun O., Nikitenko O., Vysotska V. Modeling of operation of information system for critical use in the conditions of influence of a complex certain negative factor. International Journal of Control, Automation and Systems. 2022. Vol. 20. Р. 904–1913. Print ISSN 1598-6446. (квартиль Q2 відповідно до SCImago Journal).
17. Bublyk M., Kowalska-Styczeń A., Lytvyn V., Vysotska V. The Ukrainian economy transformation into the circular based on fuzzy-logic cluster analysis. Energies. 2021. Vol. 14(18). Art. 5951. ISSN:1996-1073. (квартиль Q2 відповідно до SCImago Journal).
18. Lytvyn V., Vysotska V., Peleshchak I., Rishnyak I., Peleshchak R. Time dependence of the output signal morphology for nonlinear oscillator neuron based on Van der Pol model. International Journal of Intelligent Systems and Applications. 2018.Vol. 10(4). Р. 8–17. ISSN: 2074-904X. (квартиль Q2 відповідно до SCImago Journal).
19. Voloshynskyi O., Vysotska V., Holoshchuk R., Goloshchuk S., Chyrun S., ZahorodniaD. Sign Language Digits Recognition Technology Based on a Convolutional Neural Network // 2023 IEEE 12th International Conference on Intelligent Data Acquisition and Advanced Computing Systems: Technology and Applications (IDAACS) (Dortmund, Germany, 07-09 September 2023). – 2023. – P. 27 – 32.
20. Sartiukova A., Markiv O., Vysotska V., Shakleina I., Sokulska N., Romanets I. Remote Voice Control of Computer Based on Convolutional Neural Network // 2023 IEEE 12th International Conference on Intelligent Data Acquisition and Advanced Computing Systems: Technology and Applications (IDAACS) (Dortmund, Germany, 07-09 September 2023). – 2023. – P. 1058 – 1064.
21. Медяков О.О., Висоцька В.А. Технологія породження продовження пісень на основі стратегій генерації тесту, textmining і мовної моделі Т5 // Радіоелектроніка, інформатика, управління. – 2023. – № 4 (67). – С. 157–174.
22. Uhryn D., Ushenko Y., Korolenko V., Lytvyn V., Vysotska V., Hu Z. System programming of a disease identification model based on medical images // Proceedings of SPIE. – 2024. – Vol. 12938: 16th International Conference on correlation optics COR 2023, Chernivtsi, Ukraine, 18–21 September 2023.
23. Prokipchuk, O., Vysotska, V. Ukrainian Language Tweets Analysis Technology For Public Opinion Dynamics Change Prediction Based On Machine Learning. Radio Electronics, Computer Science, Control, (2), 2023, 103. https://doi.org/10.15588/1607-3274-2023-2-11
24. Висоцька В. Метод авторифікації тексту науково-технічних публікацій на основі лінгвістичного аналізу коефіцієнтів мовної різноманітності. Радіоелектроніка. Інформатика. Управління. 2020. № 1(52). С. 108–124.
25. Висоцька В. Інформаційна технологія просування інтернет-ресурсів в пошукових системах на основі контент-аналізу ключових слів web-сторінок. Радіоелектроніка, інформатика, управління. 2021 № 3 (58). C. 133-151.
26. Алєксєєва К. А., Берко А. Ю., Висоцька В. А. Технологія управління комерційним web-ресурсом на основі нечіткої логіки. Радіоелектроніка. Інформатика. Управління. 2015. № 3 (34). С. 71–79.
27. Бісікало О. В., Висоцька В. А. Виявлення ключових слів на основі методу контент-моніторингу україномовних текстів. Радіоелектроніка. Інформатика. Управління. 2016. № 1 (36). С. 74–83.
28. Бісікало О. В., Висоцька В. А. Застосування методу синтаксичного аналізу речень для визначення ключових слів україномовного тексту. Радіоелектроніка. Інформатика. Управління. 2016. № 3 (38). С. 54–65.
29. Lytvyn V., Pukach P., Bobyk І., Vysotska V. The method of formation of the status of personality understanding based on the content analysis. Eastern-European Journal of Enterprise Technologies. 2016. Vol. 5. P. 4–12.
30. Литвин В. В., Бобик І. О., Висоцька В. А. Застосування системи алгоритмічних алгебр для граматичного аналізу символьних обчислень виразів логіки висловлювань. Радіоелектроніка. Інформатика. Управління. 2016. № 4 (39). С. 77–89.
31. Lytvyn V., Vysotska V., Pukach P., Bobyk І., Pakholok B. A method for constructing recruitment rules based on the analysis of a specialist’s competences. Eastern-European Journal of Enterprise Technologies. 2016. Vol. 6/2 (84). P. 4–14.
32. Lytvyn V., Vysotska V., Pukach P., Brodyak O., Ugryn D. Development of a method for determining the keywords in the Slavic language texts based on the technology of web mining. Eastern-European Journal of Enterprise Technologies. 2017. Vol. 2/2 (86). Р. 14–23.
33. Lytvyn V., Vysotska V., Pukach P., Vovk M., Ugryn D. Method of functioning of intelligent agents, designed to solve action planning problems based on ontological approach. Eastern-European Journal of Enterprise Technologies. 2017. Vol. 3/2 (87). Р. 11–17.
34. Lytvyn V., Vysotska V., Pukach P., Bobyk І., Uhryn D. Development of a method for the recognition of author’s style in the Ukrainian language texts based on linguometry, stylemetry. Eastern-European Journal of Enterprise Technologies. 2017. Vol. 4/2 (88). P. 10–18.
35. Коробчинський М. В., Чирун Л. Б., Висоцька В. А., Нич М. О. Особливості прогнозування результатів матчів у кіберспорті. Радіоелектроніка. Інформатика. Управління. 2017. № 3 (42). С. 95–105.
36. Коробчинський М. В., Чирун Л. Б., Висоцька В. А., Кондратьєв Є. О. Особливості формування та аналізу контенту інтернет-газети музичних новин. Радіоелектроніка. Інформатика. Управління. 2017. № 4. С. 139–150.
37. Lytvyn V., Vysotska V., Uhryn D., Hrendus M., Naum O. Analysis of statistical methods for stable combinations determination of keywords identification. Eastern-European Journal of Enterprise Technologies. 2018. Vol. 2/2 (92). P. 23–37.
38. Lytvyn V., Vysotska V., Maria H. Method of data expression from the Ukrainian content based on the ontological approach. Радіоелектроніка. Інформатика. Управління. 2018. № 3 (46). P. 144–157.
39. Lytvyn V., Vysotska V., Pukach P., Nytrebych Z., Demkiv I., Kovalchuk R., Huzyk N. Development of the linguometric method for automatic identification of the author of text content based on statistical analysis of language diversity coefficients. Eastern-European Journal of Enterprise Technologies. 2018. Vol. 5/2 (95). P. 16–28.
40. Lytvyn V., Vysotska V., Kuchkovskiy V., Pelekh I., Bobyk I., Malanchuk O., Ryshkovets Y., Brodyak O., Bobrivetc V., Panasyuk V. Development of the system to integrate and generate content considering the cryptocurrent needs of users. Eastern-European Journal of Enterprise Technologies. 2019. Vol. 1/2(97). P. 18–39.
41. Lytvyn V., Vysotska V., Pukach P., Nytrebych Z., Demkiv I., Senyk A., Malanchuk O., Sachenko S., Kovalchuk R., Huzyk N. Analysis of the developed quantitative method for automatic attribution of scientific and technical text content written in Ukrainian. Eastern-European Journal of Enterprise Technologies. 2018. Vol. 6/2 (96). P. 19–31.
42. Berko A., Vysotska V., Lytvyn V., Naum O. Planning the activities of intellectual agents in the electronic commerce systems. Радіоелектроніка. Інформатика. Управління. 2018. № 4. С. 143–158.
43. Lytvyn V., Vysotska V., Demchuk A., Demkiv I., Ukhans’ka O., Hladun V., Kovalchuk R., Petruchenko O., Dzyubyk L., Sokulska N. Design of the architecture of an intelligent system for distributing commercial content in the internet space based on SEO-technologies, neural networks, and machine learning. Eastern-European Journal of Enterprise Technologies. 2019. Vol. 2/2(98). P. 15–34.
44. Lytvyn V., Vysotska V., Shatskykh V., Kohut I., Petruchenko O., Dzyubyk L., Bobrivetc V., Panasyuk V., Sachenko S., Komar M. Design of a recommendation system based on collaborative filtering and machine learning considering personal needs of the user. Eastern-European Journal of Enterprise Technologies. 2019. Vol. 4/2 (100). P. 6–28.
45. Vysotska V., Demchuk A., Lytvyn V. Features of the architecture for Internet commercial content management system based on methods of Machine Learning, Web mining and SEO technologies. Радіоелектроніка. Інформатика. Управління. 2019. № 4. С. 121–135.
46. Lytvyn V., Vysotska V., Budz I., Pelekh Y., Sokulska N., Kovalchuk R., Dzyubyk L., Tereshchuk O., Komar M. Development of the quantitative method for automated text content authorship attribution based on the statistical analysis of N-grams distribution. Eastern-European Journal of Enterprise Technologies. 2019. Vol. 6/2 (102). P. 28–51.
47. Кравець П., Литвин В., Висоцька В. Ігрова модель онтологічної підтримки проектів. Радіоелектроніка, інформатика, управління. 2021. № 1(56). С. 172–183.
48. Литвин В. В., Бублик М. І., Висоцька В. А., Мацелюх Ю. Р. Технологія візуальної симуляції пасажиропотоків у сфері громадського транспорту smart city. Радіоелектроніка, інформатика, управління. 2021 № 4 (59). C. 106-121.
49. Кравець П. О., Литвин В. В., Висоцька В. А. Моделювання ігрової задачі призначення персоналу для виконання ІТ-проектів на основі онтологій. Радіоелектроніка, інформатика, управління. 2022. № 1 (60). С. 130–145.
50. Lytvyn V., Vysotska V., Veres O., Rishnyak I., Rishnyak H. Classification methods of text documents using ontology based approach. Advances in Intelligent Systems and Computing. 2017. Vol. 512. P. 229–240.
51. Lytvyn V., Vysotska V., Burov Y., Veres O., Rishnyak I. The contextual search method based on domain thesaurus. Advances in Intelligent Systems and Computing. 2018. Vol. 689. P. 310–319.
52. Kanishcheva O., Vysotska V., Chyrun L., Gozhyj A. Method of integration and content management of the information resources network. Advances in Intelligent Systems and Computing. 2018. Vol. 689. P. 204–216.
53. Vysotska V., Fernandes B. V., Emmerich M. Web content support method in electronic business systems. CEUR Workshop Proceedings. 2018. Vol. 2136. P. 20–41.
54. Lytvyn V., Vysotska V., Dosyn D., Burov Y. Method for ontology content and structure optimization, provided by a weighted conceptual graph. Webology. 2018. Vol. 15(2). P. 66–85.
55. Lytvyn V., Vysotska V., Osypov M., Slyusarchuk O., Slyusarchuk Y. Development of intellectual system for data de-duplication and distribution in cloud storage. Webology. 2019. Vol. 16. P. 1-42.
56. Vysotska V., Lytvyn V., Burov Y., Gozhyj A. Makara, S. The consolidated information web-resource about pharmacy networks in city. CEUR Workshop Proceedings. 2018. Vol. 2255. P. 239–255.
57. Rusyn B., Lytvyn V., Vysotska V., Emmerich M., Pohreliuk L. The virtual library system design and development. Advances in Intelligent Systems and Computing. 2019. Vol. 871. P. 328–349.
58. Vysotska V., Fernandes B. V., Lytvyn V., Emmerich M., Hirnyak M. Method for determining linguometric coefficient dynamics of Ukrainian text content authorship. Advances in Intelligent Systems and Computing. 2019. Vol. 871. P. 132–151.
59. Gozhyj A., Vysotska V., Yevseyeva I., Kalinina I., Gozhyj V. Web resources management method based on intelligent technologies. Advances in Intelligent Systems and Computing (AISC). 2019. Vol. 871. P. 206–221.
60. Vysotska V., Lytvyn V., Burov Y., Berezin P., Emmerich M., Fernandes B. V. Development of information system for textual content categorizing based on ontology. CEUR Workshop Proceedings. 2019. Vol. 2362. P. 53–70.
61. Burov Y., Vysotska V., Kravets P. Ontological approach to plot analysis and modeling. CEUR Workshop Proceedings. 2019. Vol. 2362. P. 22–31.
62. Lytvyn V., Vysotska V., Rusyn B., Pohreliuk L., Berezin P., Naum O. Textual content categorizing technology development based on ontology. CEUR Workshop Proceedings. 2019. Vol. 2386. P. 234–254.
63. Lytvyn V., Vysotska V., Rzheuskyi A. Technology for the psychological portraits formation of social networks users for the IT specialists recruitment based on Big Five, NLP and Big Data. CEUR Workshop Proceedings. 2019. М2392. P. 147–171.
64. Vysotska V., Burov Y., Lytvyn V., Oleshek O. Automated monitoring of changes in web resources. Advances in Intelligent Systems and Computing. 2020. Vol. 1020. Р. 348–363.
65. Demchuk A., Lytvyn V., Vysotska V., Dilai M. Methods and means of web content personalization for commercial information products distribution. Advances in Intelligent Systems and Computing. 2020. Vol. 1020. Р. 332–347.
66. Kravets P., Burov Y., Lytvyn V., Vysotska V. Gaming method of ontology clusterization. Webology. 2019. Vol. 16(1). P. 55–76.
67. Lytvyn V., Burov Y., Kravets P., Vysotska V., Demchuk A., Berko A., Ryshkovets Y., Shcherbak S., Naum O. Methods and models of intellectual processing of texts for building ontologies of software for medical terms identification in content classification. CEUR Workshop Proceedings. 2019. Vol. 2488. P. 354–368.
68. Lytvyn V., Gozhyj A., Kalinina I., Vysotska V., Shatskykh V., Chyrun L., Borzov Y. An intelligent system of the content relevance at the example of films according to user needs. CEUR Workshop Proceedings. 2019. Vol. 2516. P. 1–23.
69. Peleshko D., Rak T., Noennig J. R., Lytvyn V., Vysotska V. Drone monitoring system DROMOS of urban environmental dynamics. CEUR Workshop Proceedings. 2020. Vol. 2565. Р. 178–193.
70. Krislata I., Katrenko A., Lytvyn V., Vysotska V., Burov Y. Traffic flows system development for smart city. CEUR Workshop Proceedings. 2020. Vol. 2565. Р. 280–294.
71. Bisikalo O., Vysotska V. Linguistic analysis method of Ukrainian commercial textual content. CEUR Workshop Proceedings. 2020. Vol. 2608. P. 224–244.
72. Bisikalo O., Vysotska V., Burov Y., Kravets P. Conceptual model of process formation for the semantics of sentence in natural language. CEUR Workshop Proceedings. 2020. Vol. 2604. P. 151–177.
73. Vysotska V. Ukrainian participles formation by the generative grammars use. CEUR Workshop Proceedings. 2020. Vol. 2604. P. 407–427.
74. Batiuk T., Vysotska V., Lytvyn V. Intelligent system for socialization by personal interests on the basis of SEO technologies and methods of machine learning. CEUR Workshop Proceedings. 2020. Vol. 2604. P. 1237–1250.
75. Oliinyk V., Vysotska V., Burov Y., Mykich K., Fernandes V. B. Propaganda detection in text data based on NLP and machine learning. CEUR Workshop Proceedings. 2020. Vol. 2631. P. 132–144.
76. Kalinina I., Vysotska V., Sachenko S., Kovalchuk R., Gozhyj A. Qualitative and quantitative characteristics analysis for information security risk assessment in e-commerce systems. CEUR Workshop Proceedings. 2020. Vol. 2762. Р. 177–190.
77. Lytvyn V., Hryhorovych A., Bublyk M., Hryhorovych V., Vysotska V., Chyrun L. Medical content processing in intelligent system of district therapist. CEUR Workshop Proceedings. 2020. Vol. 2753. P. 415–429.
78. Bublyk M., Lytvyn V., Vysotska V., Sokulska N., Chyrun L., Matseliukh Y. The decision tree usage for the results analysis of the psychophysiological testing. CEUR Workshop Proceedings.2020.Vol.2753.P.458–472.
79. Kravets P., Lytvyn V., Vysotska V., Burov Y., Andrusyak I. Game task of ontological project coverage. CEUR Workshop Proceedings. 2021. Vol. 2851. Р. 344–355.
80. Kravets P., Burov Y., Oborska O., Vysotska V., Dzyubyk L., Lytvyn V. Stochastic Game Model of Data Clustering. CEUR Workshop Proceedings. 2021. Vol. 2853. Р. 198–213.
81. Bublyk M., Vysotska V., Panasyuk V., Brodyak O., Chyrun L. Assessing security risks method in e-commerce system for IT portfolio management. CEUR Workshop Proceedings. 2021. Vol. 2853. Р. 462–479.
82. Vysotska V., Lytvyn V., Danylyk V., Vyshemyrska S., Lurie I., Luchkevych M. Detecting items with the biggest weight based on neural network and machine learning methods. Communications in Computer and Information Science.2020.V.1158.P.383-396.
83. Tymoshenko K., Vysotska V., Kovtun O., Holoshchuk R., Holoshchuk S. Real-time Ukrainian text recognition and voicing. CEUR Workshop Proceedings. 2021. Vol. 2870. Р. 357–387.
84. Vysotska V., Holoshchuk S., Holoshchuk R. A comparative analysis for English and Ukrainian texts processing based on semantics and syntax approach. CEUR Workshop Proceedings. 2021. Vol. 2870. Р. 311–356.
85. Balush I., Vysotska V., Albota S. Recommendation System Development Based on Intelligent Search, NLP and Machine Learning Methods. CEUR Workshop Proceedings. 2021. Vol. 2917. P. 584-617.
86. Kholodna N., Vysotska V., Albota S. A Machine Learning Model for Automatic Emotion Detection from Speech. CEUR Workshop Proceedings. 2021. Vol. 2917. P. 699-713.
87. Kravets P., Lytvyn V., Dobrotvor I., Sachenko O., Vysotska V., Sachenko A. Matrix Stochastic Game with Q-learning for Multi-agent Systems. Lecture Notes on Data Engineering and Communications Technologies. 2021. Vol. 83. P. 304–314.
88. Kravets P., Burov Y., Lytvyn V., Vysotska V., Ryshkovets Y., Brodyak O., Vyshemyrska S. Markovian Learning Methods in Decision-Making Systems. Lecture Notes on Data Engineering and Communications Technologies. 2022. Vol. 77. P. 423-437.
89. Vysotska V., Berko A., Lytvyn V., Kravets P., Dzyubyk L., Bardachov Y., Vyshemyrska S. Information resource management technology based on fuzzy logic. Advances in Intelligent Systems and Computing (AISC). 2020. Vol. 1246. Р. 164–182.
90. Застосування контент-аналізу текстової інформації в системах електронної комерції / Л. В. Чирун, В. А. Висоцька // Інформаційні системи та мережі : [зб. наук. пр.] / відп. ред. В. В. Пасічник. — Л. : Вид-во Львів.політехніки, 2010. — С. 332-347. — (Вісник / Нац. ун-т «Львів. політехніка» ; №689). — Бібліогр.: 6 назв.
91. Інтелектуальна система прийняття маркетингових рішень з поширення електронних видань / А. Берко, В. Висоцька, О. Михайлов //Комп’ютерні науки та інформаційні технології : [зб. наук. пр.] / відп. ред. Ю.М. Рашкевич. — Л. : Вид-во Львів. політехніки, 2010. — С. 7-17. — (Вісник / Нац. ун-т «Львів. політехніка» ; № 672). — Бібліогр.: 7 назв.
92. Математичні моделі інформаційних потоків у системах електронної контент-комерції / В. Висоцька // Комп’ютерні науки та інформаційні технології : [зб. наук. пр.] / відп. ред. Ю. М. Рашкевич. — Л. : Вид-во Львів.політехніки, 2010. — С. 185-194. — (Вісник / Нац. ун-т «Львів. політехніка» ; №672). — Бібліогр.: 5 назв.
93. Схеми моделювання систем електронної контент-комерції / В.А.Висоцька // Вісн. Нац. ун-ту «Львівська політехніка».— Львів, 2010.— № 686: Комп’ютерні науки та інформаційні технології.— С.112-121.
94. Схеми моделювання систем керування контентом/ В.А.Висоцька// Вісн. Нац. ун-ту «Львівська політехніка».— Львів, 2010.— № 689:Інформаційні системи та мережі.— С.90-108.
95. Інтелектуальна система генерування профільних WEB-сайтів /В.А.Висоцька, В.М. Дорош // Вісн. Нац. ун-ту «Львівська політехніка».— Львів,2011.— № 699: Інформаційні системи та мережі.— С.31-41.
96. Моделювання етапів життєвого циклу комерційного web-контенту/ В. А. Висоцька, Л. Б. Чирун, Л. В. Чирун // Вісник Національного університету «Львівська політехніка». — 08/2011. — N715: Iнформаційні системи та мережі. — С. 69-87.
97. Формальні моделі етапів життєвого циклу web-контенту /В.А.Висоцька, Л.Б Чирун, Л.В. Чирун // Наукові праці: науково-методичний журнал.— Миколаїв: Вид-во ЧДУ ім.Петра Могили, 2011.— Т.160., Вип.148: Комп’ютерні технології.— С.107-113.
98. Моделювання процесів розподілення контенту вІнтернет-журналах / В.А. Висоцька, М.М. Сороковський // Вісн. Нац. ун-ту «Львівська політехніка».— Львів, 2012.— № 732:Комп’ютерні науки та інформаційні технології.— С. 110-119.
99. Математична лінгвістика. Кн.1. Квантитативна лінгвістика :навчальний посібник для вузів / За ред., передмова Володимир Володимирович Пасічник ; Юрій Миколайович Щербина, Вікторія Анатоліївна Висоцька, Тетяна Валеріївна Шестакевич. — Львів : Новий Світ-2000, 2012. — 358 с. : портр.,табл., схеми, граф. — (Комп’ютинг). — Бібліогр.: с.351-358 (139 назв). — Наукр. яз. — ISBN 978-966-418-191-1